# Cronologia da Guerra do Afeganistão (2001–presente)
Esta é a cronologia da atual Guerra do Afeganistão.

## 2001
- 11 de Setembro: Dois aviões de passageiros colidem com os edifícios do World Trade Center em Nova Iorque provocando o seu desmoronamento. Um terceiro avião despenha-se sobre o edifício do Pentágono e um quarto avião cai em Somerset Country, no estado da Pensilvânia. Osama Bin Laden, líder da rede terrorista Al Qaeda, é apontado como o principal suspeito pelo planejamento dos atentados.[1]
- 6 de Outubro: Os Estados Unidos e o Reino Unido iniciam a primeira fase da guerra que declararam contra Bin Laden, em uma resposta direta aos atentados de 11 de Setembro.
- 7 de outubro: primeiro bombardeio anglo-americano atinge Cabul como parte da Operação Liberdade Duradoura. Washington lidera uma coalizão militar internacional para derrubar o regime talibã.[2] Poucas horas depois do bombardeio, Osama bin Laden, conclama todos os muçulmanos à guerra santa, a Jihad.
- 9 a 13 de novembro: A Aliança do Norte toma Mazar-i-Sharif, Herat e Cabul.[2]
- 20 de novembro: Washington oferece US$ 25 milhões pela captura de Osama Bin Laden, líder da Al Qaeda, e US$ 10 milhões pela prisão do líder talibã, o Mulá Omar. [2]
- 4 a 16 de dezembro: Batalha de Tora Bora, uma ofensiva a Tora Bora situada nas montanhas do leste do país, atinge o suposto refúgio de bin Laden.[2]
- 5 de dezembro: Patrocinado pela ONU (Organização das Nações Unidas), o Acordo de Bonn une as facções afegãs em um governo interino liderado por Hamid Karzai. [2]
- 7 de dezembro: As forças estrangeiras conquistam Candaar, capital dos talibãs.[1]
- 22 de dezembro: Entra em vigor a ISAF (Força Internacional de Assistência para Segurança) e do governo multiétnico liderado por Karzai.[2]

## 2002
- janeiro: o líder patane moderado Hamid Karzai, com apoio dos EUA e do ex-rei Zahir Shan, é escolhido para formar um governo interino. [1]
- 2 a 18 de março: A Operação Anaconda da coalizão americana atinge as Províncias da fronteira do Paquistão, local em que muitos dos talibãs fugiriam em busca de refúgio.
- 6 de julho: o vice-presidente afegão Abdul Oadir é assassinado em Cabul.[1]

## 2003
- 11 de agosto: OTAN assume controle das forças de paz no Afeganistão.[1]

## 2004
- 6 de janeiro: A ISAF expande seu mandato para além de Cabul. [1]
- 9 de outubro: Karzai vence a primeira eleição presidencial direta da história do país, sendo eleito com 55% dos votos no primeiro turno[1], mas opositores acusam simpatizantes do candidato de tentativa de fraude.

## 2005
- 23 de junho: Forças afegãs e americanas fazem uma grande operação no chamado Triângulo Negro do sul do país e deixa mais de 130 mortos.
- 28 de junho: No pior ataque isolado às forças dos EUA no Afeganistão, 16 soldados americanos das forças especiais são mortos quando o helicóptero MH-47 Chinook em que estavam é derrubado por rebeldes; três marinheiros americanos também morrem no mesmo dia em apoio à missão no Afeganistão;
- 18 de setembro: O Afeganistão realiza suas primeiras eleições legislativas e provinciais depois de 2001. A votação ocorre de maneira tranquila e com poucos incidentes.

## 2006
- 29 de março: Batalha de Lashkagar. Os combatentes do Talibã atacam uma base da Otan.
- 15 de maio: Operação Mountain Thrust (Operação Ofensiva na Montanha) é lançada, a maior ofensiva desde a queda do Talibã.[3]
- Julho: Batalha de Panjwaii entre as forças canadenses da OTAN e os talibãs.
- 2 a 17 de setembro: A Operação Medusa na província de Candaar deixa mais de 500  talibãs mortos.[3]
- 16 de setembro: Operação Mountain Fury.

## 2007
- 27 de fevereiro: Atentado suicida em frente à base americana de Bagram (norte de Cabul) durante visita do então vice-presidente americano Dick Cheney deixa 24 mortos.
- 6 de março: Operação Aquiles contra o Talibã na província de Helmand.[3]
- 12 de maio: forças especiais americanas e britânicas matam o comandante militar do Talibã, Mulá Dadullah.
- 15 de junho: começa a Batalha de Chora.
- 28 de junho: um ataque aéreo em Hyderabad mata um grande número de civis, incluindo mulheres e crianças.
- 19 de julho: começa a crise dos reféns sul-coreanos.
- 16 de agosto: massacre de Nangar Khel. Soldados poloneses matam oito civis, incluindo uma mulher grávida e um bebê, atacando a cidade de Nangar Khel depois de sofrer uma emboscada insurgente. Sete soldados foram acusados de crimes de guerra.
- 7 de dezembro: Batalha de Musa Qala, um grande confronto na província de Helmand.

## 2008
- 13 de julho: Batalha de Wanat, onde combatentes talibãs atacam base da OTAN, matando nove soldados americanos.
- 27 de agosto: Operação Eagle's Summit começa na Província de Helmand.

## 2009
- 11 de fevereiro: Ataques reivindicados pelos talibãs contra edifícios do governo em Cabul deixam 34 mortos.
- 27 de março: O presidente Barack Obama anuncia uma nova e "abrangente" estratégia para a Guerra do Afeganistão. Em anúncio oficial, ele afirma que a Al Qaeda encontrou solo seguro no Paquistão e por isso os EUA devem expandir a "guerra ao terror" para o país vizinho. O presidente norte-americano promete ainda um reforço de 17 mil soldados e 4.000 militares de treinamento para reverter os recordes de violência no país.
- 4 a 5 de maio: Os EUA lançam bombardeios aéreos na Província de Farah (oeste) que deixam dezenas de civis mortos. Os relatos, contudo, são contraditórios. A comissão afegã de direitos humanos afirma que houve 97 vítimas, o governo afegão culpa os americanos pela morte de 140 e Washington coloca entre 20 a 30 civis mais 60 a 65 talibãs. O ataque reaviva as críticas aos ataques aéreos das forças internacionais e as vítimas civis.
- 23 de junho e 2 de julho: Início das operações militares pelo Reino Unido (Operação Garra de Pantera) e pelos Estados Unidos (Operação Khanjar, "Punhalada" em pashtu) no reduto talibã na província de Helmand. [3]
- 12 de agosto: cerca de 400 marines americanos e cem soldados afegãos lançam uma nova ofensiva contra o Talibã na Província de Helmand (sul), com o objetivo de garantir a segurança antes das eleições presidenciais.
- 20 de agosto: são realizadas eleições presidenciais no país. O Talibã, na tentativa de impedir o processo eleitoral, promove atentados no norte do país, mas o forte esquema de proteção armado em torno do pleito, com 300.000 policiais e soldados estrangeiros, garante a votação
- novembro: o líder da oposição, Abdullah Abdullah anunciou sua renúncia apresentada ao segundo turno das eleições, a realizar no dia 8, o que significava a reeleição automática do presidente Hamid Karzai.
- 1 de dezembro: o governo dos EUA pediu a OTAN o envio de 10.000 tropas adicionadas a mais 30.000 em que o país se compromete a implantar, em 2010. O Reino Unido se comprometeu em enviar mais 500 militares, enquanto outros países da coalizão estão estudando a proposta.

## 2011
- 1 de maio: Morte de Osama bin Laden: o líder número um da Al-Qaeda, Osama bin Laden, é morto em Abbottabad, no Paquistão, a poucos quilômetros de Islamabad.